# Yellowjacket
Pour les articles homonymes, voir Yellow Jackets.
Yellowjacket (en VF : Pourpoint jaune ou Veste jaune, selon les éditeurs) est le nom de plusieurs super-héros apparaissant dans les comic books publiés par la maison d'édition Marvel Comics.
La plupart de ces versions existent dans l'univers Marvel principal.

## Personnages

### Henry Pym
Henry « Hank » Pym est le premier personnage à prendre le nom de code Yellowjacket dans les comics Marvel grand public modernes. Il est aussi connu sous les identités de L'Homme-fourmi, Giant-Man, Goliath, et brièvement celle de La Guêpe. Le personnage est associé à plusieurs groupes de super-héros dans l'univers Marvel, comprenant les Vengeurs et les Défenseurs. Plus tard, il renonce à son statut et devient le mentor de Scott Lang, le nouvel Homme-fourmi.

### Rita DeMara
Rita DeMara est le deuxième personnage à prendre le nom de code Yellowjacket dans les comics Marvel grand public modernes en débutant en tant que super-vilaine. Elle rejoint les groupes de super-vilains les Maîtres du mal et les Fémizones. DeMara devient plus tard une super-héroïne et rejoint les rangs des Vengeurs et des Gardiens de la Galaxie. Elle est tuée par Iron Man sous l'influence du super vilain Immortus. Toutefois, elle est plus tard ressuscitée dans l'intrigue Chaos War.

## Version alternative

### Ultimate Marvel
Avant Hank Pym, l'incarnation Ultimate Marvel originale de Yellowjacket est Ultron, un robot conçu pour être un super-soldat sacrifiable.

## Apparitions dans d’autres médias

### Cinéma
En 2015, sort Ant-Man, 12e film de l'univers cinématographique Marvel, réalisé par Peyton Reed. Corey Stoll y interprète le rôle de Darren Cross. Il fabrique le costume Yellowjacket pour le vendre à l'HYDRA avant de porter lui-même le prototype.

### Télévision
En 2012, le personnage est adapté à la télévision avec trois épisodes de la série d'animation Avengers : L'Équipe des super-héros (The Avengers: Earth's Mightiest Heroes) lorsque Hank Pym souffre d'un trouble de la personnalité et qu'il s'invente un nouvel alter-ego.

### Jeux vidéo
Le personnage de Yellowjacket apparaît dans le jeu vidéo Marvel: Ultimate Alliance 2 (2009) en tant que boss.